# کارستن یانکر
کارستن یانکر (به آلمانی: Carsten Jancker) مهاجم سابق بایرن مونیخ از سال 1996 تا 2002 برای این تیم به میدان رفت و افتخارات زیادی با این باشگاه به دست آورد. خوشحالی بعد از گل او همیشه برای رسانه ها جالب بود. او بعد از گل بر حلقه ازدواجش بوسه می زد.
او در سال ۱۹۹۸ میلادی عضو تیم ملی فوتبال آلمان شد و در ۳۳ بازی ملی حضور داشته است و آخرین بازی ملی خود را در سال ۲۰۰۲ میلادی انجام داد. کارستن یانکر در بازی‌های ملی‌اش ۱۰ گل به ثمر رساند.